# Kvantkromodynamik
Kvantkromodynamik eller QCD (från engelskans quantum chromodynamics) är inom partikelfysiken den teoretiska beskrivningen av stark växelverkan. Den starka kraften binder samman kvarkar till protoner, neutroner och andra hadroner och den håller också samman atomkärnorna som dessa protoner och neutroner bygger upp. Kvantkromodynamiken är en kvantfältteori som på den fundamentala nivån beskriver hur kvarkar växelverkar genom att utbyta masslösa partiklar med spinn 1 som kallas gluoner.

## Gluoner
Gluonerna liknar fotonen i den elektromagnetiska växelverkan på så sätt att de också är elektriskt neutrala bosoner med spinn 1, och de växelverkar med kvarkar på ett sätt som är mycket likt hur fotoner växelverkar med elektroner.  Istället för elektrisk laddning som i elektromagnetismen har kvantkromodynamiken så kallad färgladdning. Färgladdningen är analog till den elektriska laddningen, men adderas inte på samma sätt. Istället för att, som elektroner och positroner, ha elektrisk laddning -1 och +1, har kvarkar färgladdning som getts namnen röd, grön eller blå i analogi med hur färger kombineras. Tre kvarkar tillsammans med dessa laddningar blir då vitt. Antikvarkar är istället antiröda, antigröna eller antiblå. På samma sätt som för elektromagnetismen påverkas inte neutrala (dvs. vita) partiklar av den starka kraften.
Den stora skillnaden är att gluoner även kan växelverka med varandra. Detta har stora konsekvenser för hur den starka kraften fungerar. Den elektromagnetiska kraften blir starkare när avståndet mellan två laddningar minskar och avtar snabbt när avståndet ökar (den potentiella energin är omvänt proportionell mot avståndet mellan laddningarna). Den starka kraften däremot blir svagare när avståndet minskar och växer när avståndet ökar – när avståndet mellan två färgladdningar ökar växer den potentiella energin ungefär linjärt med avståndet. Detta beror på att gluonerna kan växelverka med varandra. Dessa två egenskaper ger upphov till de fenomen som kallas inneslutning (engelska confinement) och asymptotisk frihet.
QCD är som kvantelektrodynamiken (QED) en gaugeteori, men har en mer komplicerad gaugegrupp än QED: QED har den abelska Liegruppen U(1) medan QCD har den icke-abelska Lie-gruppen SU(3). Det är detta som leder till komplikationerna som beskrivs ovan. SU(3) har tre möjliga laddningar för kvarkarna som är i den fundamentala representationen av SU(3); detta motsvarar färgerna. Gluonerna är i den "adjungerade" representationen och har därför 8 möjliga laddningar.
Det är den icke-abelska naturen hos QCD som leder till de två centrala egenskaperna inneslutning och asymptotisk frihet (se Stark växelverkan för en längre beskrivning).

## Inneslutning
Inneslutning innebär att kvarkar aldrig kan existera som fria partiklar, utan endast i färgneutrala system om minst tre kvarkar eller en kvark och en antikvark. Dessa system är partiklar som kallas baryoner för tre kvarkar och mesoner för en kvark och en antikvark – eller hadroner med ett samlingsnamn. Den starka kraften påverkar bara system som har en färgladdning, och det är därför de färgneutrala systemen inte påverkas. Summan av färgladdning bevaras alltid liksom summan av elektrisk laddning. Fria elektriskt laddade partiklar skapas genom att två motsatt laddade partiklar förs isär. Men en fri färgladdning kan inte skapas, eftersom om man för isär två färgladdade partiklar blir kraften så stark att antingen förs de ihop igen eller så skapas nya färgladdade partiklar ur kraftfältet som kombinerar sig med de två ursprungliga.

## Asymptotisk frihet
Asymptotisk frihet å andra sidan innebär att när två kvarkar eller gluoner kommer mycket nära varandra (detta innebär höga energier) så är kraften dem emellan så svag att de kan betraktas som fria partiklar, och man kan studera dem på samma sätt som man studerar elektroner och fotoner i kvantelektrodynamiken. Detta beror också på gluonernas egenskap att växelverka med varandra och upptäcktes teoretiskt i början på 1970-talet av David Politzer och av David Gross och Frank Wilczek, som för detta belönades med Nobelpriset i fysik 2004. Experimentellt har det bevisats genom att man ser så kallade jets av hadroner i partikelkollisioner vid acceleratorer. Dessa jets motsvarar de ursprungliga nästan fria kvarkarna och gluonerna som producerats i kollisionen, och confinement gör att man inte ser dessa kvarkar utan istället ett antal hadroner.